# 建築評論
《建築評論》（The Architectural Review）是1896年開始在英國倫敦出版的一份建築類月刊雜誌。它創始之初便是一份月刊，原名《藝術家和手工藝人建築評論》（Architectural Review for the Artist and Craftsman），創始人為建築出版社（Architectural Press）的老闆珀西·黑斯廷斯（Percy Hastings），後來逐漸發展為建築業重要的雜誌之一。